# Gabriel du Châtel
Pour les articles homonymes, voir Gabriel.
Gabriel du Châtel, est le 49e évêque d'Uzès, son épiscopat durant de 1448 ä 1463. Il était neveu d'Olivier du Châtel, son prédécesseur.

## Chronologie
| 1448. | Suivant les uns, il succéda à son oncle le 3 des nones de décembre. D'autres prétendent qu'il fut élu par le pape Nicolas V, le 22 décembre 1449. Suivant le catalogue d'Uzès, il n'aurait été élu qu'en 1452.                   |
| 1459. | Il reçoit l'hommage de Guillaume de Laudun, fils de Hugues de Laudun, seigneur de Montfaucon. |
| 1463. | Il meurt le 4 septembre à Rome, à l'âge de 34 ans. Il est enseveli dans l'église Sainte-Praxède, où se lit encore son épitaphe, rédigée par Alain de Coëtivy, son cousin, cardinal d'Avignon, et quarante-sixième évêque d'Uzès. |